# Villa-Lobos - Uma Vida de Paixão
Villa-Lobos - Uma Vida de Paixão é um filme de drama biográfico brasileiro de 2000, dirigido por Zelito Viana e escrito por Joaquim Assis. O filme é relata a trajetória de vida de Heitor Villa-Lobos, um dos compositores mais importantes da América Latina, o qual é interpretado por Antônio Fagundes e Marcos Palmeira em diferentes etapas da vida. Conta ainda com Letícia Spiller, Ana Beatriz Nogueira, José Wilker, Marieta Severo e Othon Bastos no elenco.
O filme teve sua estreia no Brasil em 21 de abril de 2000 e sua estreia mundial em julho de 2000 no Moscow Film Festival, na Rússia, onde concorreu na mostra competitiva. O filme teve orçamento estimado em R$ 3,9 milhões, no entanto não teve uma boa repercussão em seu lançamento comercial. Ao todo, o filme teve um público de pouco mais de 143 mil espectadores, o que gerou uma receita de R$ 874,453,00.
Villa-Lobos - Uma Vida de Paixão foi recebido com avaliações mistas por parte da crítica especializada. O filme sofreu críticas em relação ao ritmo, abordagem biográfica de Villa-Lobos e a escalação do elenco. No entanto, a performance de Ana Beatriz Nogueira foi destacada como a "grande força" do filme. No 2° Grande Prêmio do Cinema Brasileiro, concedido pela Academia Brasileira de Cinema em 2001, recebeu o prêmio de Melhor Trilha Sonora para Silvio Barbato, além de ter recebido indicações de Melhor Ator para Antônio Fagundes e Melhor Montagem para Eduardo Escorel.

## Enredo
O filme relata a vida de Heitor Villa-Lobos, o mais importante compositor do Brasil e da América Latina. A história tem início com um Villa-Lobos já velho, saindo para um concerto de gala no Teatro Municipal, onde seria homenageado. Esta foi a última vez que o maestro saiu de casa com vida. A partir dali vão surgindo as lembranças de sua vida.

## Elenco
- Antônio Fagundes como Heitor Villa-Lobos (maduro)
- Marcos Palmeira como Heitor Villa-Lobos (jovem)
- Letícia Spiller como Arminda Neves d'Almeida (Mindinha)
- Ana Beatriz Nogueira como Lucília Guimarães
- José Wilker como Gaetano Donizetti
- Marieta Severo como Noêmia Monteiro Villa-Lobos
- Othon Bastos como Raul Villa-Lobos
- Ilya São Paulo como Afonso
- Emílio de Mello como Arthur Rubinstein
- Antônio Pitanga como Joaquim
- Solange Couto como Terezinha
- André Ricardo como  Heitor Villa-Lobos criança
- Alexandre Dacosta como Luís (cunhado de Villa Lobos) adulto
- Fernando Lúcio como Luís (cunhado de Villa Lobos) criança
- Antônio Abujamra como diretor do Teatro Municipal
- Milton Gonçalves como  saxofonista
- Lucinha Lins como Fifina, tia de Villa-Lobos
- Marcelo Tas como Érico Veríssimo
- Nicolas Bauer como Amigo francês de Heitor Villa Lobos
- Castrinho como Alfaiate de Villa Lobos

## Produção

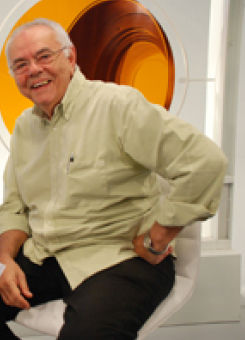
Zelito Viana idealizou o filme por mais de 20 anos antes de começar a produção.

O filme é dirigido pelo cineasta Zelito Viana. Durante 25 anos, Zelito se empenhou em levar a história de Heitor Villa-Lobos às telas do cinema. Inicialmente, Glauber Rocha foi escolhido para interpretar o maestro, mas ele nunca chegou a gravar uma cena para o papel devido às dificuldades de produção do filme. Durante as filmagens, o filme sofreu quatro paralisações, todas devido à falta de financiamento.
O diretor Zelito Vianna dedicou 15 anos de sua vida a uma pesquisa exaustiva sobre Villa-Lobos para realizar seu filme. Apesar de não ter conhecido muito sobre o compositor antes de assistir à utilização de sua música por Gláuber Rocha no cinema, Zelito se tornou a maior autoridade sobre Villa-Lobos no país, graças a seus anos de estudo. Seu primeiro contato com a história do maestro foi por meio de seu sogro, que lhe contava histórias sobre Villa-Lobos e sua primeira esposa, Lucília Guimarães.
A ideia de fazer um filme sobre Villa-Lobos surgiu pela primeira vez nos anos 70, quando Zelito tentou convencer Gláuber a dirigir o filme. Porém, somente em 1985, com o centenário de nascimento do compositor se aproximando, é que Zelito começou a trabalhar no projeto, o qual contaria com Armando Bógus, Lucélia Santos e Marieta Severo. No entanto, depois de muitas paralisações e dificuldades financeiras, o filme somente foi realizado em 1999.
O roteiro, escrito por Joaquim Assis, é baseado na extensa pesquisa coordenada por Cláudia Furiati e viaja pelo cérebro criativo de Villa-Lobos. Zelito não queria fazer apenas um filme biográfico, mas sim explorar a trajetória do maestro para ajudar na difícil tarefa de reconciliação do Brasil com seu povo, identificando suas potencialidades, reconhecendo sua força, beleza, originalidade e tradição.
Para o diretor, o período de 15 anos de pesquisa foi extremamente trabalhoso, mas também proveitoso. Ele teve a oportunidade de elaborar melhor o roteiro, aprofundar a pesquisa iconográfica e musical, e adquirir mais confiança sobre o personagem e sua época. Depois de submeter o roteiro a um especialista em consultoria de Hollywood, Syd Field, Zelito incorporou sugestões importantes que deram uma nova dimensão à personalidade do biografado.
No entanto, levantar dinheiro para o filme não foi fácil, pois as leis de incentivo jogam todo o poder de decisão para executivos que pouco entendem do assunto. Zelito reclamou da falta de informação sobre diretores como ele, que têm um longo currículo e diversos filmes para mostrar. O próprio roteiro, que não seguia um flash-back tradicional, mas sucessivas viagens no tempo e no espaço, também não ajudou nas negociações.
O diretor de fotografia, Walter Carvalho, famoso por seu trabalho em Central do Brasil, utilizou pela primeira vez no Brasil os equipamentos Panavision de última geração para filmar em 35 mm com janela cinemascope. Além disso, o diretor de som, Giovanni Di Simoni, um italiano que trabalha em Los Angeles, utilizou um equipamento de captação de som de última geração. De fato, o filme pode ter sido um dos dez primeiros no mundo a utilizar o Nagra Digital, como explica o diretor. Para um filme sobre um músico como Villa, o som é fundamental e, portanto, é importante ter a melhor qualidade possível.

## Lançamento
O filme foi lançado no Brasil em 21 de abril de 2000 pela Riofilme. Em julho de 2000, Villa-Lobos foi lançado na Rússia sendo apresentado no Festival Internacional de Cinema de Moscou. Em 24 de outubro foi exibido no AFI Festival, nos Estados Unidos. Ainda no país norte-americano, foi selecionado para o Festival de Cinema Hispânico de Miami, com exibição em 6 de maio de 2001. Em 23 de janeiro de 2004 foi apresentado na República Tcheca no Festival de Cinema de Febio. Na França, o filme foi lançado comercialmente em 9 de março de 2005.[carece de fontes?]

## Recepção

### Crítica
O filme foi recebido com críticas mistas por parte dos críticos de cinema. No geral, o filme recebeu avaliações negativas quanto a abordagem da trajetória de Heitor Villa-Lobos, a qual tem maior foco nos relacionamentos amorosos do compositor do que sua carreira e importância artística. A escalação de Antônio Fagundes e Marcos Palmeira para dar vida ao mesmo personagem também sofreu críticas pela falta de semelhança entre os atores. No entanto, a performance de Fagundes foi elogiada, sendo indicada pela Academia Brasileira de Cinema ao Grande Otelo de Melhor Ator. 
O website SetCena avaliou o filme positivamente, atribuindo nota 4 de 5 estrelas. Foi descrito como um filme que retrata as paixões do renomado músico, Villa-Lobos, não só pela música, mas também pelas mulheres e pela vida. Segundo o crítico do site, os idealizadores do filme perseguiram sua realização por anos, tornando-o um monumento vivo a uma das maiores figuras da história brasileira. Ele conclui ainda que o filme não se limita apenas aos fatos, mas pinta uma imagem geral da obra de Villa-Lobos, enquanto mantém seu lado humano em destaque. Também destacou o trabalho da equipe de produção, incluindo Zelito Viana, Marcos Palmeira, Antônio Fagundes, Letícia Spiller, Ana Beatriz Nogueira, e outros, pontuando que merecem parabéns pela criação do filme.
A Folha de S.Paulo avaliou o filme negativamente. A montagem, roteiro e atuações do elenco foram pontuadas na crítica do jornal. Foi escrito que o filme apresenta uma memória desordenada que vai e vem em flash-backs, sem uma estrutura clara, e que mesmo um musical de amor mais ousado precisa ter uma estrutura coerente para funcionar bem. Segundo o crítico, o problema já era evidente durante a produção, com várias tentativas de roteiro, incluindo a colaboração de Syd Field, que pode ter piorado a situação. Apesar de ser editado por Eduardo Escorel, não há talento suficiente para dar clímax a uma sucessão de sequências e takes reunidos aparentemente ao acaso. "É improvável que o espectador retenha uma lembrança clara do filme como um todo", foi dito.
Ainda de acordo com a crítica da Folha de S.Paulo, o elenco, salvo exceções de coadjuvantes, também colaborou para o fracasso crítico do filme. A performance de Fagundes foi descrita como um Villa-Lobos "bonachão, quase decoroso, quase morto". Letícia Spiller foi considerada inexperiente para o seu papel. No entanto, outras performances foram elogiadas, incluindo José Wilker e, em especial, Ana Beatriz Nogueira. A atriz foi considerada habilidosa no recorte "stanislavskiano" e fortemente intuitiva, dedicando-se a compreender a verdade de seu personagem. Foi descrita como a grande força deste filme, que pode, pelo menos em termos pedagógicos, despertar a atenção de classes de educação musical, como o antigo canto orfeônico, para o gênio imortal de Heitor Villa-Lobos.

## Prêmios e indicações
Villa-Lobos - Uma Vida de Paixão recebeu três indicações da Academia Brasileira de Cinema ao Grande Prêmio do Cinema Brasileiro, em 2001, incluindo Melhor Ator para Antônio Fagundes, Melhor Montagem para Eduardo Escorel e Melhor Trilha Sonora para Silvio Barbato, saindo-se vencedor nesta última. Marcos Flaksman foi premiado no Brazilian Film Festival of Miami, nos Estados Unidos, por sua direção de arte. Já no 6° Prêmio Guarani, em 2000, a maior premiação da crítica de cinema do Brasil, o filme recebeu cinco indicações, com destaque para Ana Beatriz Nogueira na categoria de Melhor Atriz Coadjuvante, além das nomeações de Marcos Flaksman em Melhor Maquiagem e Melhor Direção de Arte; Marília Carneiro em Melhor Figurino; e, Mauricio Couto Bevilaqua e Sérgio Schmid  em Melhor Efeito Visual.
| Ano  | Associações                                | Categoria                | Recipiente(s)                            | Resultado | Ref.   |
| ---- | ------------------------------------------ | ------------------------ | ---------------------------------------- | --------- | ------ |
| 2000 | Festival Internacional de Cinema de Moscou | Melhor Filme             | Villa-Lobos - Uma Vida de Paixão         | Indicado  |        |
| 2001 | Grande Prêmio do Cinema Brasileiro         | Melhor Ator              | Antônio Fagundes                         | Indicado  |        |
| 2001 | Grande Prêmio do Cinema Brasileiro         | Melhor Trilha Sonora     | Silvio Barbato                           | Venceu    |        |
| 2001 | Grande Prêmio do Cinema Brasileiro         | Melhor Montagem          | Eduardo Escorel                          | Indicado  |        |
| 2001 | Brazilian Film Festival of Miami           | Melhor Direção de Arte   | Marcos Flaksman                          | Venceu    |        |
| 2001 | Prêmio Guarani de Cinema Brasileiro        | Melhor Atriz Coadjuvante | Ana Beatriz Nogueira                     | Indicado  | [ 10 ] |
| 2001 | Prêmio Guarani de Cinema Brasileiro        | Melhor Figurino          | Marilia Carneiro                         | Indicado  | [ 10 ] |
| 2001 | Prêmio Guarani de Cinema Brasileiro        | Melhor Maquiagem         | Marcos Flaksman                          | Indicado  | [ 10 ] |
| 2001 | Prêmio Guarani de Cinema Brasileiro        | Melhor Direção de Arte   | Marcos Flaksman                          | Indicado  | [ 10 ] |
| 2001 | Prêmio Guarani de Cinema Brasileiro        | Melhor Efeitos Visuais   | Mauricio Couto Bevilaqua e Sérgio Schmid | Indicado  | [ 10 ] |